# Andrzej Mundkowski
Andrzej Mundkowski (ur. 24 kwietnia 1938 w Gdyni, zm. 29 grudnia 1979 w Warszawie) – polski kompozytor, aranżer i pianista jazzowy.

## Życiorys
Zadebiutował w 1957 r. na II Międzynarodowym Festiwalu Jazzowym w Sopocie wraz z zespołem Modern Jazz Sextet. Lata 60. i 70. XX wieku to dla Mundkowskiego okres komponowania i aranżacji. Oprócz piosenek (m.in. Nic dwa razy się nie zdarza, Jawność do wierszy Wisławy Szymborskiej), które napisał dla żony Łucji Prus, pisał muzykę filmową (m.in. do filmu Kochankowie z Marony) i teatralną.